# Emmanuelle 2
Emmanuelle 2 of Emmanuelle: L'antivierge is een soft-erotische film uit 1975.

## Verhaal
In het begin van de film reist Emmanuelle (gespeeld door Sylvia Kristel) naar Hongkong met haar echtgenoot Jean (gespeeld door Umberto Orsini). Omdat er geen kajuiten zijn op de boot, zal Emmanuelle in een gemeenschappelijke vrouwenzaal moeten slapen. 's Nachts vertelt een van de vrouwen haar dat ze angst heeft in de gemeenschappelijke zaal omdat ze er verkracht werd, hoewel ze er toch van genoten had. Emmanuelle ziet dit als een uitnodiging en de twee vrouwen hebben seks.
Eenmaal aangekomen in Hongkong wordt Emmanuelle herenigd met haar man Jean. Emmanuelle raakt er bevriend met Anna Maria (gespeeld door Catherine Rivet), een stiefdochter van de een van de vele vriendinnen van Jean. Anna Maria vertelt dat ze nog steeds maagd is. Emmanuelle wil Anna Maria over deze drempel heen helpen door haar mee te nemen naar een badhuis.
Emmanuelle, Jean en Anna Maria maken een reis naar Bali. Hier windt ze Anna Maria op, waarna Jean de maagdelijkheid van Anna Maria afneemt, onder het goedkeurend oog van Emmanuelle.

## Rolverdeling
| Acteur              | Personage     |
| ------------------- | ------------- |
| Sylvia Kristel      | Emmanuelle    |
| Umberto Orsini      | Jean          |
| Catherine Rivet     | Anna Maria    |
| Laura Gemser        | masseuse      |
| Frédéric Lagache    | Christopher   |
| Tom Clark           | Peter         |
| Henry Czarniak      | Igor          |
| Venantino Venantini | de polospeler |